# Chironomus instabilis
Chironomus instabilis är en tvåvingeart som först beskrevs av Walker 1865.  Chironomus instabilis ingår i släktet Chironomus och familjen fjädermyggor. Inga underarter finns listade i Catalogue of Life.